# Каннингем, Дэвид (хоккеист)
Дэвид (Дэйв) Каннингем (англ. David (Dave) Cunningham; 19 октября 1928, Брансуик, Виктория, Австралия — 20 октября 2020, Мельбурн, Австралия) — австралийский хоккеист, игравший на позиции нападающего. Игрок сборной Австралии по хоккею с шайбой, участник зимних Олимпийских игр 1960 в Скво-Вэлли. В 1947 году был одним из основателей хоккейной команды «Блэкхокс», за которую выступал до 1965 года. Пятикратный обладатель Кубка Гудолла — главного трофея хоккейного чемпионата Австралии. С 2008 по 2013 год лучшему бомбардиру Премьер-лиги, проводимой Хоккейной ассоциации Виктории (IHA), вручался приз «Дэйв Каннингем Трофи». С 2000 года пожизненный член IHA.

## Биография
Дэвид Каннингем родился в Брансуике, пригороде Мельбурна, в семье Митчелла Дойга Каннингема и Энн Марш Коутс. Его старший брат, Лоуренс, был хоккеистом. Дэвид начал заниматься хоккеем в 1940-х годах во время Второй мировой войны, когда все соревнования были отменены. Основные элементы тренировок включали занятия фигурного катания. В 1946 году Каннингем дебютировал за клуб «Нортерн Сабурбс» в чемпионате штата Виктория. Спустя год он стал одним из основателей команды «Блэкхокс». Каннингем играл в «Блэкхокс» вплоть до окончания карьеры в 1965 году. Он был лидером атаки команды, установив рекорды результативности в турнирах под эгидой Хоккейной ассоциации Виктории (IHA). В 1950-х атакующая связка Каннингема с Кейтом Хосе считалась сильнейшей в своём времени. Вместе с «Блэкхокс» он пять раз становился победителем Кубка Гудолла (англ. Goodall Cup) — главного трофея хоккейного чемпионата Австралии.
В 1960 году Каннингем сыграл на зимних Олимпийских игр 1960 в Скво-Вэлли. Сборная Австралии по хоккею с шайбой впервые участвовала на Олимпиадах, благодаря финансовой помощи американцев. Она прилетела в Скво-Вэлли за два дня до начала соревнований и не сумела акклиматизироваться для игры в долине, располагающейся на высоте 1500 метров над уровнем моря. Австралийцы проиграли во всех шести сыгранных матчах, забросив 10 шайб и пропустив 87. Каннингем стал лучшим снайпером и бомбардиром своей сборной, заработав 6 (4+2) баллов за результативность. В 2000 году Дэвид был признан пожизненным членом IHA. В 2008 году в его честь был назван приз — «Дэйв Каннингем Трофи», вручаемый лучшему бомбардиру Премьер-лиги IHA. Награда вручалась до 2013 года включительно.
20 октября 2020 года Дэвид Каннингем умер в доме престарелых, расположенным в Мельбурне. Он скончался на следующие сутки после своего 92-го дня рождения.

## Стиль игры
Каннингем был жёстким и агрессивным нападающим. Он отличался высокими командными качествами. Во время своей игровой карьеры Каннингем считался лучшим хоккеистом австралийского происхождения.

## Статистика
| Легенда | Легенда                    | Легенда | Легенда                   | Легенда | Легенда    |
| ------- | -------------------------- | ------- | ------------------------- | ------- | ---------- |
| И       | Количество проведённых игр | Штр     | Штрафное время            | +/−     | Плюс-минус |
| Г       | Голы                       | П       | Голевые передачи          | О       | Очки       |
| -       | Статистика неизвестна      | —       | Статистика не учитывалась |         |            |

### Международная
По данным: Eliteprospects.com

## Достижения
Командные
| Год                          | Команда  | Достижение                                       | Достижение |
| ---------------------------- | -------- | ------------------------------------------------ | ---------- |
| 1947, 1952, 1953, 1954, 1955 | Блэкхокс | Обладатель Кубка Гудолла / чемпион Австралии (5) |            |

- По данным IHA.org.

## Рекорды
Австралия
- Наибольшее количество очков на Олимпийских играх — 6 (1960)
- Наибольшее количество голов на Олимпийских играх — 4 (1960)

По данным: Eliteprospects.com